# Ferdinand Glaser (Jurist)
Ferdinand Glaser (* 1780 in Bamberg; † 8. Februar 1868 ebenda) war ein fränkischer Jurist.
Glaser war ab 1827 rechtskundiger Magistratsrat in Bamberg. Ab 1841 war er hauptamtlicher Erster Bürgermeister der Stadt. Er trat 1865 aus gesundheitlichen Gründen zurück.